# Pintor treballant
Pintor treballant és una pintura a l'oli sobre tela realitzada per Pablo Picasso el 1964 i que actualment forma part de la col·lecció permanent del Museu Picasso de Barcelona. Es mostra a la Sala 16 de la col·lecció permanent del museu. L'obra fou adquirida pel museu el 1968 i va ingressar amb el codi de registre MPB 70.810.

## Descripció
El tema de l'artista i la model va sorgint durant tota la vida de Picasso. Apareixia ja en l'obra de joventut o també als gravats dels anys 30 de la Suite Vollard i a Le Chef-d'Oeuvre Inconnu.
És, però, en els vint anys darrers (1953-1973) quan arriba al punt culminant i la pintura es converteix en model, subjecte o exemple. L'artista, posseïdor de la capacitat de crear, d'interpretar i de transformar la realitat, esdevé el centre de l'obra. Al museu barceloní es poden veure des del protagonisme concedit a la desmesurada figura del pintor a Las Meninas (conjunt, 1957) a nombrosos gravats de 1963 a 1971, titulats Pintor treballant, La model i el seu pintor, El pintor i la model, Model posant i pintor, Vell pintor i model vella, Pintor davant la tela.
En l'oli Pintor treballant es comencen a sentir alguns aspectes formals del seu estil tardà, que s'inicia el 1964. Aleshores desenvolupa una nova expressió pictòrica fundada en una gran llibertat i una espontaneïtat, d'una estètica primària.
Hi destaquen l'estil taquigràfic, la materialitat de la pintura, la pinzellada a vegades molt espessa, a vegades molt fina, els traços de pinzell marcats.
En la vellesa sembla com si després d'haver-ho vist tot, Picasso ho deixi tot. Alguns crítics hi veuen un acte creatiu de decrepitud, de retorn a la simplicitat de la infantesa, a la ingenuïtat i d'altres en canvi en perceben la manifestació de l'haver arribat més enllà de tot i de la màxima expressió d'infinita llibertat de tractament de l'espai pictòric.
Aquesta pintura presenta subtils colors rosats, blaus i grisos, que l'artista complementa amb el blanc per conferir a l'obra una forta lluminositat.